# Bruno Sobrero
Bruno Sobrero (Torino, 11 novembre 1920 – Fossano, 17 luglio 2014) è stato un atleta italiano.

## Biografia
È stato primatista mondiale di 4 specialità individuali nella categoria over 80:
- pentathlon
- 60 ostacoli
- 60 piani
- salto in lungo

Inoltre detiene anche il record nella 4x100, con un tempo di 59"85. Ha posato anche per il calendario 2006 dell'UNICEF, di cui è stato ambasciatore.